# Bosyry
Bosyry (ukr. Босири) – wieś na Ukrainie, w rejonie czortkowskim obwodu tarnopolskiego, w hromadzie Husiatyn.
W II Rzeczypospolitej wieś w powiecie kopyczynieckim województwa tarnopolskiego.
W marcu 1944 nacjonaliści ukraińscy z OUN-UPA zamordowali 18 Polaków.